# 菜圃向榮
菜圃向榮，是日本純種競賽馬匹。生涯活躍於中距離賽事，曾以大冷門姿態勝出2022年大阪盃。

## 出賽前
2017年2月4日出生於北海道安平町北部牧場，於拍賣會上被馬主金子真人以2億520萬日圓購入，馬主則以其公司金子真人控股名義登記。
其後交由栗東訓練中心練馬師友道康夫訓練。

## 競賽生涯

### 2歲
2019年9月29日出戰中山競馬場2歲新馬，於川田將雅策騎下獲得首勝。
其後出戰一捷馬戰黃菊賞，改爲蘇銘倫策騎，最終以鼻位差距獲得第二。

### 3歲
2020年首戰爲表列賽主席錦標，和武豐組成新組合下再次獲得亞軍。
其後出戰3歲以上一捷馬戰，雖然於直路跑出全場最快末腳，但未能超越前方的迎刃而上第三度獲得亞軍。
7月4日出戰生田特別，再次和川田搭檔，最終於其跑出凌厲的末腳下成功獲得冠軍。
其後出戰西部日刊體育盃及岸和田錦標，均於其中獲得冠軍，以三連勝之姿態結束3歲生涯。

### 4歲
2021年首戰爲表列賽白富士錦標，比賽初段處於第五的位置，但於通過第二彎道後稍作減速後退至第八。進入直路後，其開始發力加速，最終成功以頸位優勢壓過對手獲得四連勝。
3月14日出戰金鯱賞，爲其首次出戰分級賽。比賽開始後其保持自身於先頭位置，雖然節奏良好，但於直路上仍未能超越天鐵下再被謀勇兼備追過，最終獲得第三。
其後出戰新潟大賞典及每日王冠，分別獲得亞軍及季軍的佳績。
10月31日出戰秋季天皇賞，爲其首次挑戰一級賽。比賽開始後，其處於先頭位置推進，但於進入直路後開始些微失速，最終不斷被對手超越下以第六完賽。

### 5歲
2022年於年度首戰美國賽馬會盃獲得第五後，再於金鯱賞以第四落敗。
4月3日出戰大阪盃，僅獲得第八人氣。比賽開始後，其於先頭約莫第五的位置推進，並保持穩定的速度於內欄位置等待時機。進入直路後，領放的金積驥開始力弱勢頭減慢，而大熱之一的樂透心則始終未能加速上前，因此其開始於內欄位置加速衝刺以求取得領先。最終於其跑出不俗的末腳速度之下，成功於終點線前超越上年度盟主麗冠花環，以頸位差距爆冷取得首個一級賽冠軍。
但其後表現不佳，先於寶塚紀念以第十一大敗，夏季放草過後獲出戰每日王冠、秋季天皇賞及有馬紀念，分別取得第六、第十三及第十二的慘烈戰績。

### 6歲
2023年首戰為金鯱賞，再次未能發揮實力僅獲得第六；其後出戰大阪盃，再次失速沉底，以第十二名完成賽事
賽後，其進入長期休養狀態，直接跳過7歲生涯。

### 8歲
2025年1月復出出戰時隔1年9個月的賽事，為二級賽美國賽馬會盃。比賽開始後雖然保持於先頭位置逐步推進，但於第三彎道處開始力弱逐步後退，於直路上進一步失速下沉底，最終以第十五大敗。
4月轉戰泥地賽事以川崎紀念作為目標，比賽初段保持在先頭內欄位置推進，在第二圈對面直路面對其他對手上前的情況下，其仍然保持在此位置。進入直路後，其嘗試在中檔位置展開加速，但始終未能提速上前下最終以第十落敗。
其後繼續在地方出戰柏市紀念，比賽初段保持在約莫第四的位置，然而在第四彎道處出現狀況被騎師岩田望來拉停，最終被判為比賽中止。
賽後經過檢查後確認為右前腳不良於行，而陣營商討後亦於5月21日安排其退役。

### 詳細賽績
| 日期       | 舉辦國家 | 馬場 | 距離   | 級別 | 賽事名稱       | 負重 | 騎師     | 馬號 | 出馬 | 名次     | 時間     | 頭馬（二馬）       |
| ---------- | -------- | ---- | ------ | ---- | -------------- | ---- | -------- | ---- | ---- | -------- | -------- | ------------------ |
| 29/9/2019  | 日本     | 中山 | 草1800 |      | 2歲新馬        | 54   | 川田將雅 | 10   | 14   | 1        | 1:50.1   | （Harem Shadow）   |
| 10/11/2019 | 日本     | 京都 | 草2000 |      | 黄菊賞         | 55   | 蘇銘倫   | 8    | 10   | 2        | 2:02.1   | Simple Game        |
| 9/5/2020   | 日本     | 東京 | 草2000 | L    | 主席錦標       | 56   | 武豐     | 2    | 11   | 2        | 1:59.8   | 迎刃而上           |
| 8/5/2020   | 日本     | 阪神 | 草2000 |      | 3歲以上一捷馬  | 54   | 武豐     | 6    | 9    | 2        | 2:00.6   | Al Satwa           |
| 4/7/2020   | 日本     | 阪神 | 草2000 |      | 生田特別       | 54   | 川田將雅 | 6    | 10   | 1        | 2:03.2   | （Peptide Orchid） |
| 15/8/2020  | 日本     | 小倉 | 草2000 |      | 西部日刊體育盃 | 54   | 川田將雅 | 7    | 10   | 1        | 1:57.8   | （繁花滿天）       |
| 14/11/2020 | 日本     | 阪神 | 草2000 |      | 岸和田錦標     | 55   | 川田將雅 | 3    | 9    | 1        | 1:58.4   | （Danon Majesty）  |
| 30/1/2021  | 日本     | 東京 | 草2000 | L    | 白富士錦標     | 55   | 川田將雅 | 6    | 13   | 1        | 1:59.0   | （山嶺寶穴）       |
| 14/3/2021  | 日本     | 中京 | 草2000 | GII  | 金鯱賞         | 56   | 北村友一 | 10   | 10   | 3        | 2:01.9   | 天鐵               |
| 9/5/2021   | 日本     | 新潟 | 草2000 | GIII | 新潟大賞典     | 56   | 西村淳也 | 10   | 14   | 2        | 1:59.3   | 山嶺寶穴           |
| 10/10/2021 | 日本     | 東京 | 草1800 | GII  | 毎日王冠       | 56   | 吉田隼人 | 5    | 13   | 3        | 1:45.0   | 速度大師           |
| 31/10/2021 | 日本     | 東京 | 草2000 | GI   | 秋季天皇賞     | 58   | 川田將雅 | 4    | 16   | 6        | 1:58.7   | 樂透心             |
| 23/1/2022  | 日本     | 中山 | 草2200 | GII  | 美國賽馬會盃   | 56   | 川田將雅 | 6    | 14   | 5        | 2:13.1   | 鵠志王             |
| 13/3/2022  | 日本     | 中京 | 草2000 | GII  | 金鯱賞         | 56   | 吉田隼人 | 5    | 13   | 4        | 1:58.0   | 金積驥             |
| 3/4/2022   | 日本     | 阪神 | 草2000 | GI   | 大阪盃         | 57   | 吉田隼人 | 8    | 16   | 1        | 1:58.4   | （麗冠花環）       |
| 26/6/2022  | 日本     | 阪神 | 草2200 | GI   | 寶塚紀念       | 58   | 吉田隼人 | 18   | 17   | 11       | 2:11.5   | 領銜               |
| 9/10/2022  | 日本     | 東京 | 草1800 | GII  | 每日王冠       | 58   | 吉田隼人 | 6    | 10   | 6        | 1:44.6   | 戰舞者             |
| 30/10/2022 | 日本     | 東京 | 草2000 | GI   | 秋季天皇賞     | 58   | 吉田隼人 | 4    | 15   | 13       | 1:58.4   | 春秋分             |
| 25/12/2022 | 日本     | 中山 | 草2500 | GI   | 有馬紀念       | 57   | 吉田隼人 | 12   | 16   | 12       | 2:34.5   | 春秋分             |
| 12/3/2023  | 日本     | 中京 | 草2000 | GII  | 金鯱賞         | 59   | 岩田望來 | 9    | 12   | 6        | 2:00.4   | 先見               |
| 2/4/2023   | 日本     | 阪神 | 草2000 | GI   | 大阪盃         | 58   | 坂井瑠星 | 10   | 16   | 10       | 1:58.1   | 金積驥             |
| 26/1/2025  | 日本     | 中山 | 草2200 | GII  | 美國賽馬會盃   | 58   | 岩田望來 | 3    | 18   | 15       | 2:13.7   | 野田分位           |
| 9/4/2025   | 日本     | 川崎 | 泥2100 | JpnI | 川崎紀念       | 57   | 岩田望來 | 10   | 13   | 10       | 2:20.8   | 名將飛燕           |
| 5/5/2025   | 日本     | 船橋 | 泥1600 | JpnI | 柏市紀念       | 57   | 岩田望來 | 9    | 10   | 比賽中止 | 比賽中止 | Shamal             |

## 退役後
退役後，菜圃向榮成為了配種馬，於北海道浦河町East Stud休養，在2026年進行配種。首批子嗣將於2027年出生。首批子嗣可於2029年出賽。

## 血統簡介
父系大震撼為日本賽駒，是日本賽馬史上第二匹無敗三冠馬，生涯出戰十四場賽事僅得兩場未能勝出，退役後配種成績亦極為優秀。祖父週日寧靜是美國三冠賽雙料冠軍馬，退役後在日本配種，在日本馬壇相當成功，贏得多項分級賽事，其子嗣贏得巨額獎金。
母系薑汁賓治為美國賽駒，生涯戰績彪炳，曾勝出包括育馬者盃雌馬大賽等六項一級賽。外祖父再度驚喜則為加拿大生產的美國賽駒，生涯戰績優秀，曾勝出一級賽育馬者盃經典大賽及韋特尼讓賽。

### 血統表
| 父線：週日寧靜系（Halo系）                      |                         |                 |                 |
| 種馬 大震撼 2002年（棗色）                      | 週日寧靜 1986年（棕色） | Halo            | Hail to Reason  |
| 種馬 大震撼 2002年（棗色）                      | 週日寧靜 1986年（棕色） | Halo            | Cosmah          |
| 種馬 大震撼 2002年（棗色）                      | 週日寧靜 1986年（棕色） | Wishing Well    | Understanding   |
| 種馬 大震撼 2002年（棗色）                      | 週日寧靜 1986年（棕色） | Wishing Well    | Mountain Flower |
| 種馬 大震撼 2002年（棗色）                      | 風中秀髮 1991年（棗色） | Alzao           | 利法爾          |
| 種馬 大震撼 2002年（棗色）                      | 風中秀髮 1991年（棗色） | Alzao           | Lady Rebecca    |
| 種馬 大震撼 2002年（棗色）                      | 風中秀髮 1991年（棗色） | Burghclere      | Busted          |
| 種馬 大震撼 2002年（棗色）                      | 風中秀髮 1991年（棗色） | Burghclere      | Highclere       |
| 繁殖雌馬 薑汁賓治 2003年（栗色）                | 再度驚喜 1994年（棗色） | Deputy Minister | Vice Regent     |
| 繁殖雌馬 薑汁賓治 2003年（栗色）                | 再度驚喜 1994年（棗色） | Deputy Minister | Mint Copy       |
| 繁殖雌馬 薑汁賓治 2003年（栗色）                | 再度驚喜 1994年（棗色） | Primal Force    | 害羞新郎        |
| 繁殖雌馬 薑汁賓治 2003年（栗色）                | 再度驚喜 1994年（棗色） | Primal Force    | Prime Prospect  |
| 繁殖雌馬 薑汁賓治 2003年（栗色）                | Nappelon 1992年（栗色） | Bold Revenue    | Bold Ruckus     |
| 繁殖雌馬 薑汁賓治 2003年（栗色）                | Nappelon 1992年（栗色） | Bold Revenue    | More Revenue    |
| 繁殖雌馬 薑汁賓治 2003年（栗色）                | Nappelon 1992年（栗色） | Sally Go Gray   | Wise Exchange   |
| 繁殖雌馬 薑汁賓治 2003年（栗色）                | Nappelon 1992年（栗色） | Sally Go Gray   | Surreptitious   |
| 雌系：號族：16-d                                |                         |                 |                 |
| 五代內近親交配：Promised Land 5×5、北地舞人 5×5 |                         |                 |                 |

## 命名由來
名字Potager（ポタジェ）於法語中，有「菜園」的意思，香港則採用此意思，並加以延伸，翻譯為「菜圃向榮」。

## 外部連結
- 菜圃向榮 netkeiba.com （页面存档备份，存于）
- 血統表 （页面存档备份，存于）